# HTC Touch Dual
HTC Touch Dual，產品代號Nike、Neon，是台灣宏達電公司所推出的智慧型手機，搭載微軟 Windows Mobile 6，HTC Touch的滑蓋式鍵盤版本，分為16鍵與20鍵版，一樣具備TouchFLO介面，單手即可操作，2007年10月於歐洲首度發表。2008年7月1日，HTC與韓國SK電訊共同推出此機的白色款，HTC正式進軍韓國。
已知客製版本：
Nike：HTC P5500，HTC P5520，HTC Touch Dual，Orange＆HTC Touch Dual，SFR＆HTC Touch Dual，Swisscom＆HTC Touch Dual，Vodafone＆HTC Touch Dual，Dopod S600，T-Mobile MDA Touch Plus，O2 Xda Star
Neon：HTC P5510，HTC P5530，HTC Touch Dual，HTC Touch Dual 850，NTT DoCoMo FOMA HT1100

## 技術規格
HTC Touch Dual目前共有九种类型NIKI100，NIKI200，NIKI300，NIKI400，NIKI500，NEON100，NEON200，NEON300，NEON400。區別在於外觀，按鍵數，處理器（支持的網路），有無Wi-Fi，電池容量。下面僅列出兩種版本的規格。

### NIKI100
- 處理器：Qualcomm MSM7200 400 MHz
- 作業系統：Windows Mobile 6.0 Professional
- 記憶體：ROM：256MB，RAM：128MB
- 尺寸：107mm X 55mm X 15.8mm（16键）
- 重量：120g（含電池）
- 螢幕：QVGA 解析度、2.6 吋 TFT-LCD 平面式觸控感應螢幕
- 網路：HSDPA/UMTS：2100 MHz，GSM/GPRS/EDGE三頻： 900、1800 及 1900 MHz
- 藍牙：2.0 with EDR
- 相機：主相機：兩百萬畫素 CMOS 相機，副相機：CIF CMOS 鏡頭
- 電池：1120mAh充電式鋰或鋰聚合物電池（NIKI160）

### NEON100
- 處理器：Qualcomm MSM7200 400 MHz
- 作業系統：Windows Mobile 6.0 Professional
- 記憶體：ROM：256MB，RAM：128MB
- 尺寸：107mm X 55mm X 18.2mm
- 重量：128g（含電池）
- 螢幕：QVGA 解析度、2.6 吋 TFT-LCD 平面式觸控感應螢幕
- 網路：HSDPA/WCDMA
- GPS：配備GPS及A-GPS
- 藍牙：2.0 with EDR
- Wi-Fi：IEEE 802.11 b/g
- 相機：200萬畫素相機，支援自動對焦功能
- 電池：1000mAh充電式鋰或鋰聚合物電池

## 外部連結
- HTC Touch Dual 概觀
- HTC Touch Dual 技術規格